# Два (альбом)
«Два»  — другий студійний альбом української рок-групи Друга Ріка, який вийшов 2 травня 2003 році на лейблі Lavina Music. На момент виходу платівки пісні «Оксана», «Математика» та «Вже не сам» стали хітами. Також на чотири композиції з альбому було знято відеокліпи. Після сесій з запису платівки клавішник та бек-вокаліст Сергій Гера, який незадовго до цього покинув гурт Скрябін, став повноправним учасником Другої Ріки.

## Про альбом
З моменту виходу пісні «Оксана»  у гурту досить довго не було нового матеріалу — переважну більшість цього часу музиканти провели у виступах. За час роботи над ним музичний напрям групи дещо змінився у напрямок до більш простої і неекспериментальної музики, що різнить його від нью-вейв направленості дебютника. Яскравим прикладом можна вважати пісні «Вже не сам» і «Новий день», хоча на платівці є і експериментальні речі на кшталт пісень «Шансон» та «Радіохіт». Також платівка, як і її попередник, має відголосок британського звучання у деяких композиціях, але вже у сторону брит-попу.
Запис альбому проходив на київський студії «Столиця звукозапис» за участі Віталія Телезіна, котрий окрім зведення відповідав також за аранжування клавішних .

## Походження назви
Як кажуть самі музиканти, назва альбому означає не тільки його порядковий номер у дискографії гурту, а й час, за який музиканти писали пісні і записували їх для платівки :
|                                 | Чому наш альбом отримав таку назву? «Два» — тому що це наша друга платівка. Ми працювали над ним два роки та реліз відбувся 2 травня. Нам подобається, коли пальцями показують цифру «два» - це вишглядає, як «Вікторія»...А якщо серйозно - то спочатку альбом мав називатися «Друга Ріка», а потім вже вирішили назвати як зараз. |
| — Валерій Харчишин, лідер гурту | |

## Промоушн альбому
В один день із виходом платівки відбулося також представлення нового матеріалу під час виступу на фестивалі Таврійські ігри. Офіційна презентація пройшла 14 травня у київському клубі "Опіум". .

## Композиції
| #  | Назва            | Автор слів  | Автор музики                  | Тривалість |
| -- | ---------------- | ----------- | ----------------------------- | ---------- |
| 1. | «Математика»     | В. Харчишин | В. Харчишин                   | 3:29       |
| 2. | «Алло»           | В. Харчишин | О. Барановський               | 3:55       |
| 3. | «Вже не сам»     | В. Харчишин | О. Барановський               | 3:26       |
| 4. | «Новий день»     | В. Харчишин | Друга Ріка                    | 4:16       |
| 5. | «Я чую тебе тут» | В. Харчишин | Друга Ріка                    | 4:46       |
| 6. | «Шансон»         | В. Харчишин | О. Барановський / В. Харчишин | 3:40       |
| 7. | «Нічий»          | В. Харчишин | Друга Ріка                    | 4:03       |
| 8. | «Це love-fun»    | В. Харчишин | Друга Ріка                    | 4:01       |
| 9. | «Радіохіт»       | В. Харчишин | Друга Ріка                    | 3:14       |

| Не зовсім бонуси: | Не зовсім бонуси:    | Не зовсім бонуси: | Не зовсім бонуси: | Не зовсім бонуси: |
| #                 | Назва                | Автор слів        | Автор музики      | Тривалість        |
| ----------------- | -------------------- | ----------------- | ----------------- | ----------------- |
| 10.               | «Оксана»             | В. Харчишин       | О. Барановський   | 4:51              |
| 11.               | «Математика electro» | В. Харчишин       | В. Харчишин       | 3:03              |
| 40:55             |                      |                   |                   |                   |

## Музиканти
Друга Ріка
- Валерій Харчишин — вокал, труба (Трек 1)
- Олександр Барановський — гітара
- Сергій Біліченко — гітара
- Віктор Скуратовський — бас-гітара
- Олексій Дорошенко — барабани

Запрошені музиканти
- Сергій Гера — клавішні (Треки 4, 5)
- Віталій Телезін — синтезатори, програмування (Треки 1, 3, 6, 7, 8, 11)
- Сергій Ковальов — аранжування струнних та диригування